# Août 1980

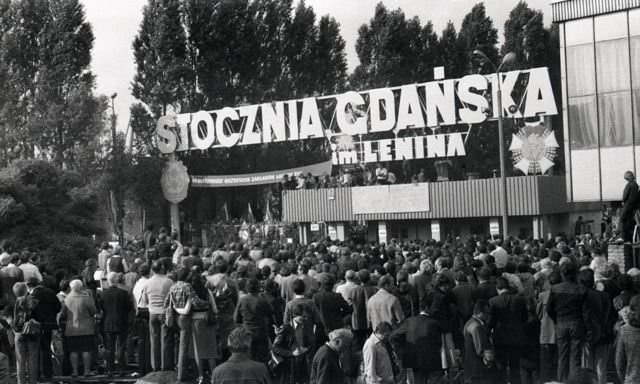

## Événements
- 1er août : 
  - Vigdís Finnbogadóttir est la première femme présidente de la république d'Islande.
  - Loi sur l’emploi règlementant la pratique des piquets de grève et interdisant les grèves de solidarité au Royaume-Uni[1]. Elle soumet l’exercice du monopole syndical d’embauche à un vote à bulletin secret de la base, avant qu’une nouvelle loi ne le déclare illégal en 1982.
- 2 août : Une explosion a lieu à la gare de Bologne : c'est le massacre de Bologne qui fera 85 morts et plus de 200 blessés. Les Brigades rouges sont d'abord soupçonnées de cet attentat, mais ce sont des militants d'extrême-droite qui sont arrêtés, jugés et condamnés.
- 2 - 9 aout : le 65e congrès mondial d’espéranto a lieu à Stockholm. Il a pour thème « Discrimination ».
- 10 août : 
  - La junte approuve une nouvelle constitution au Chili. Elle fixe le mandat de Augusto Pinochet jusqu’en 1989 mais dispose qu’à cette date la junte présentera un candidat unique aux élections pour la période 1987-1997. Elle met un terme provisoire à la crise politique intérieure et fixe un cadre dans lequel devraient se circonscrire les affrontements politiques. Elle contient deux modèles politiques, un de transition, la dictature militaire, l’autre, pour l’avenir, une « démocratie limitée ».
  - Formule 1 : Grand Prix automobile d'Allemagne.
- 12 août : traité de Montevideo[2]. Création de l’Association latino-américaine d’intégration (ALADI), regroupant dix pays d’Amérique du Sud et le Mexique, qui remplace l’Association latino-américaine de libre-échange (ALALE).
- 14 août : 
  - Jimmy Carter obtient de justesse l’investiture du parti démocrate, disputée par Edward Kennedy.
  - les 17 000 ouvriers des chantiers navals Lénine de Gdańsk se mettent en grève pendant trois semaines après le licenciement d'une responsable syndicale non officielle.
- 16 août : Création à Gdańsk d'un comité de grève inter-entreprises, qui présente vingt et une revendications.
- 17 août (Formule 1) : Grand Prix automobile d'Autriche.
- 20 août :
- Pologne : arrestation de dissidents
- Angleterre : meurtre de Marguerite Walls par Peter Sutcliffe dit l'éventreur du Yorckshire
- 22 août : les États-Unis obtiennent la base de Berbera en Somalie.
- 24 août : les négociations n'avancent pas à Gdańsk, les grèves se propagent à Szczecin et aux autres ports de la Baltique. Jozef Pinkowski (en) devient premier ministre, à la place d'Edward Babiuch.
- 27 août : Attentat à la bombe du Harvey's Resort Hotel à Las Vegas.
- 31 août : 
  - à Gdańsk, Mieczyslaw Jagielski, vice-premier ministre chargé des négociations, et Lech Wałęsa, un électricien des chantiers navals Lénine chef de file du mouvement, parviennent à un accord. Les autorités communistes doivent faire des concessions sans précédent. Les grévistes obtiennent la création de syndicats indépendants, le droit de grève, des augmentations de salaire, la libération des prisonniers politiques et un assouplissement de la censure. Fin des grèves. Les dissidents arrêtés le 20 sont libérés.
  - (Rallye automobile) : arrivée du Rallye de Finlande.
  - (Sport automobile) : le Brésilien Nelson Piquet (Brabham-Ford Cosworth) remporte sur le circuit de Zandvoort la 2e victoire de sa carrière en Formule 1 en s'imposant lors du GP des Pays-Bas devant les Français René Arnoux (Renault, 2e) et Jacques Laffitte (Ligier-Ford Cosworth, 3e).

## Naissances
- 1er août : Mouloud Achour, animateur de télévision, journaliste, musicien, acteur et scénariste français.

- - Pénélope Leprévost , Cavalière Française de saut d’obstacles.

- 6 août : Roman Weidenfeller, footballeur allemand.
- 8 août : 
  - Abdeslam Mebarakou, footballeur algérien.
  - Michael Urie, acteur américain.
- 10 août : Wade Barrett, catcheur américain à la WWE
- 12 août : Maggie Lawson, actrice américaine
- 14 août : David Dal Maso, joueur de rugby italien.
- 17 août : Lene Marlin, chanteuse norvégienne.
- 18 août : Emir Spahić, footballeur bosnien
- 19 août : Houcine Camara, chanteur et compositeur, finaliste de la saison 2 de la star académy.
- 20 août : Salaheddine Benchikhi, blogueur et présentateur néerlando-marocain.
- 21 août : Amelle Chahbi, comédienne, auteure de théâtre et réalisatrice française.
- 24 août : Grégory Villemin, victime de meurtre († 16 octobre 1984).
- 25 août : 
  - Ovidie, actrice, réalisatrice et auteur française.
  - Ève Angeli, chanteuse française.
- 26 août :
- Macaulay Culkin, acteur américain.
- Chris Pine, acteur américain
- 29 août : 
  - David Desrosiers, bassiste du groupe Simple Plan.
  - Corina Ungureanu, gymnaste roumaine.

## Décès
- 1er août : Patrick Depailler, coureur automobile F1.
- 19 août : Otto Frank, père d'Anne Frank et Margot Frank.
- 20 août : Joe Dassin, chanteur américain d'expression française (° 5 novembre 1938).
- 21 août : Jennifer Nicks, patineuse artistique britannique (° 13 avril 1932).
- 22 août : Max-Pol Fouchet, poète, écrivain, critique d'art et homme de télévision français (° 1er mai 1913).
- 26 août : Tex Avery, réalisateur et créateur de dessins animés américain (° 1908).